# Józef Elsner
Józef Antoni Franciszek Elsner, a volte Józef Ksawery Elsner, nome di battesimo Joseph Anton Franz Elsner, (Grodków, 1º giugno 1769 – Varsavia (Elsnerów), 18 aprile 1854), è stato un compositore, docente, musicologo e teorico della musica polacco, attivo principalmente a Varsavia. Fu uno dei primi compositori in Polonia ad inserire elementi di musica popolare nelle sue opere.
Elsner compose molte opere sinfoniche, da camera, per solista, vocali-strumentali e lavori per il teatro, tra cui oltre 100 opere religiose (messe, offertori, oratori, cantate), otto sinfonie, tre concerti, tre balletti e trentotto opere. È forse più conosciuto come il più importante insegnante di composizione e teoria musicale del giovane Fryderyk Chopin.

## Biografia
Józef Elsner nacque a Grottkau (Grodków), nel Ducato di Nysa, vicino a Breslavia, nel Regno di Prussia, il 1º giugno 1769, da genitori tedeschi slesiani cattolici. Il padre era Franz Xaver Elsner, la madre proveniva dalla famosa famiglia Matzke di Glatz, che aveva intensi contatti con la cultura ceca della Boemia. Józef Elsner fu inizialmente istruito per il sacerdozio nella scuola del monastero domenicano di Breslavia, nel Ginnasio di San Matteo e in un collegio locale di Gesuiti, ma scelse il campo musicale. Nel 1832-37 compose diciannove pezzi religiosi per la Cattedrale di Breslavia.
Dopo aver completato gli studi a Breslavia e aver lavorato come violinista a Brno, nel 1792 divenne 2° maestro di cappella all'Opera tedesca nella regione austriaca di Lemberg (Leopoli). Lì nel 1796 sposò Klara Abt, che morì un anno dopo. Nel 1799 con Wojciech Bogusławski si recò nella Nuova Prussia Orientale (Polonia governata dai prussiani) e divenne direttore principale, prima al Teatro Tedesco, poi al Teatro Nazionale polacco di Varsavia.
Elsner viaggiò a Parigi, Dresda e Poznań, dove incontrò E.T.A. Hoffmann. Insieme fondarono la Musikressource nel 1805. Nel 1802 sposò la seconda moglie, Karolina Drozdowska. A causa delle lamentele perché preferiva i tedeschi, si dimise dal lavoro teatrale.
Durante i suoi decenni a Varsavia il nome di Elsner e la vita familiare gradualmente si polonizzarono. L'etnicità di Elsner non dovrebbe essere valutata in termini di identità nazionale del XIX e XX secolo, perché continuò a riferirsi a sé stesso principalmente come ad uno slesiano.
Dal 1799 al 1824 Elsner fu il direttore principale del Teatro Nazionale di Varsavia, dove presentò alcune delle sue opere. Elsner insegnò anche al Liceo di Varsavia, ospitato nel Palazzo Kazimierz.

## Insegnamento
Elsner insegnò ai compositori Ignacy Feliks Dobrzyński e Fryderyk Chopin. Ci sono anche indicazioni che abbia dato lezioni private alla compositrice e virtuosa del pianoforte Maria Szymanowska. Chopin dedicò a Elsner la sua Sonata per pianoforte n. 1 op. 4 in do minore, (1828), composta mentre studiava con Elsner. Come insegnante di Chopin nel 1823-1829, Elsner gli impartì lezioni di teoria musicale e Composizione; Elsner nel suo diario scrisse di Chopin:

## La morte

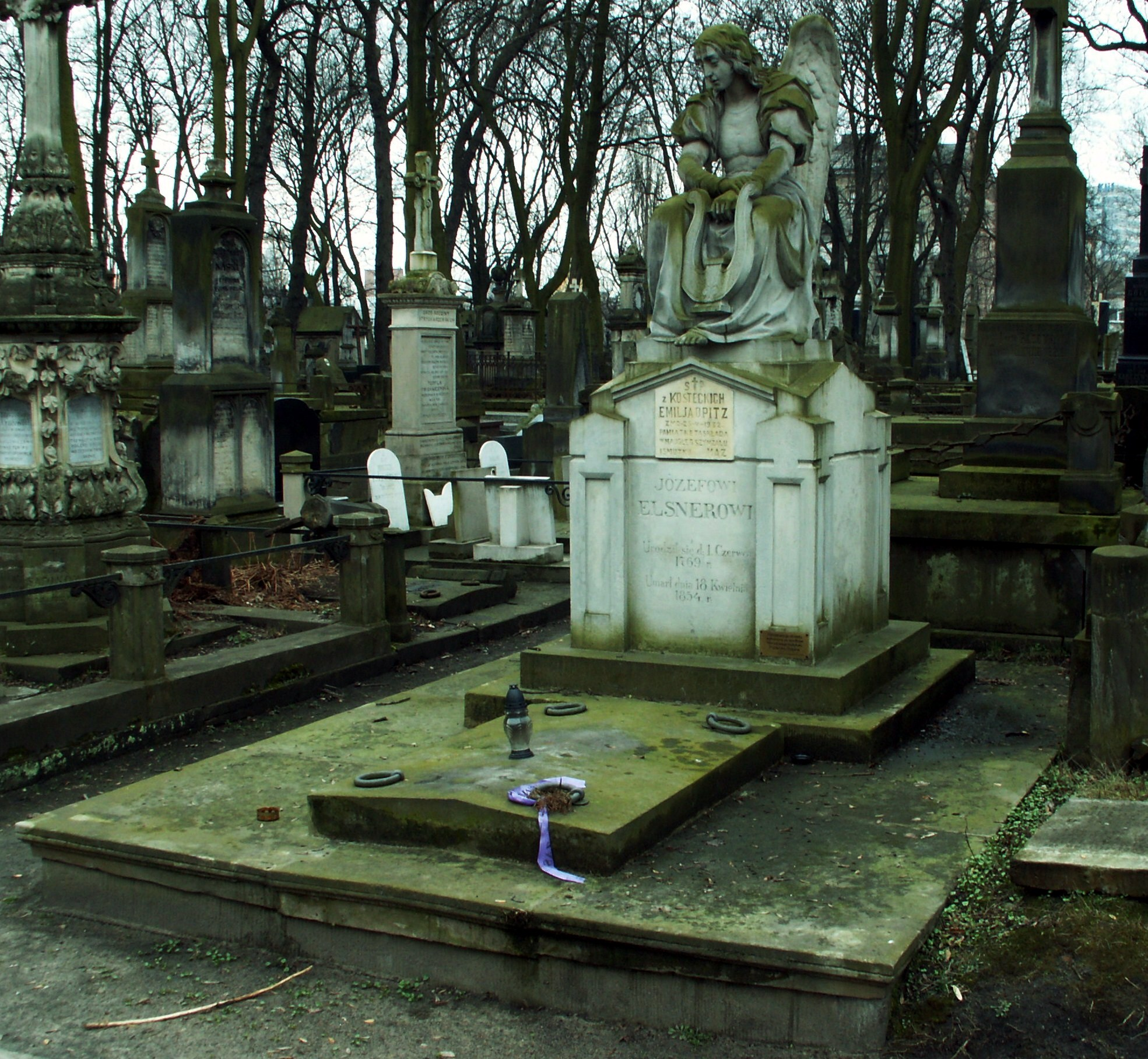
Tomba di Elsner

Il 18 aprile 1854 Elsner morì nella sua tenuta con il suo nome, Elsnerów, che ora si trova all'interno dei confini della città di Varsavia.

## Opere - sommario
Le composizioni di Elsner comprendono:
- Opere Leszek Biały (Leszek il Bianco) e Król Łokietek (su Ladislao I di Polonia)
- Oratorio, Męka Pana Naszego Jezusa Chrystusa (La passione di nostro Signore Gesù Cristo)
- Otto sinfonie
- Polacche, valzer, marce
- Messa in si bemolle maggiore e messa in fa maggiore
- Nieszpory do NMP (Vespri per la Santissima Vergine Maria).

Elsner fu uno dei primi compositori a intrecciare elementi di musica popolare polacca nelle sue opere.
Scrisse anche Sumariusz moich utworów muzycznych (Sommario delle mie opere musicali, pubblicato nel 1957).

## Opere

### Messe
- Missa brevis in Fa maggiore, Op. 85 per coro maschile a 3 voci e organo (1844)
- Festiva Missa in Do maggiore, Op. 52 per coro a 4 voci, orchestra e organo (c. 1832)
- Missa in Si, Op. 18 per coro maschile a 3 voci (1823)
- Messa in La minore, Op. 24 per coro a 4 voci (c. 1823)
- Messa in La minore, Op. 81 per coro a 4 voci e orchestra (1843)
- Messa in Si bemolle maggiore, Op. 3 to coro a 4 voci e orchestra (1799)
- Messa in Si bemolle maggiore, Op. 44 per 2 sopranos, 2 tenors, bass e organo (1829)
- Messa in Si bemolle maggiore, Op. 80 per coro a 4 voci e organo (1843)
- Messa in Do maggiore, Op. 22 per coro maschile a 4 voci, 4 horns, trombone e timpani (c. 1823)
- Messa in Do maggiore, Op. 26 per 4 solo voices, coro a 4 voci e orchestra (1820)
- Messa in Re minore e Re maggiore in Laudem omnium sanctorum slavonorum Polonorum op. 66 per 2 solo voices, coro a 4 voci e orchestra (1840)
- Messa in Re minore, Op. 16 per coro a 4 voci (1823)
- Messa in Re minore, Op. 5 per coro a 4 voci e orchestra (c. 1806)
- Messa in Mi minore - E-flat major, Op. 62 per 4 solo voices, coro a 4 voci e orchestra (c. 1838)
- Messa in Mi minore, Op. 88 per coro a 4 voci e organo (1846)
- Messa in Fa maggiore, Op. 20 per coro a 4 voci (c. 1823)
- Messa in Fa maggiore, Op. 35 per coro a 4 voci e organo (c. 1825)
- Messa in Fa maggiore, Op. 41 per coro a 4 voci, orchestra e organo (c. 1826)
- Messa in Fa maggiore, Op. 77 per coro maschile a 3 voci e organo (1843)
- Messa in Fa maggiore, Op. 79 per coro maschile a 3 voci e organo (1843)
- Messa in Sol maggiore, Op. 13 per coro maschile a 3 voci e organo (c. 1820)
- Messa in Sol maggiore, Op. 34 per coro a 4 voci e orchestra (c. 1825)
- Messa in Sol maggiore, Op. 75 per 2 soprani, violino, viola 2, cello e organo (1842)
- Messa in Sol minore, Op. 72 per 4 solo voci, coro a 4 voci e orchestra (1842)
- Messa popolare in Sol maggiore, Op. 15 per 2 soprani e organo (1820)
- Messa pastorale in La minore, Op. 76 per coro a 4 voci, violoncello e organo (1842)
- Messa solenne in Si bemolle maggiore, Op. 47 per 4 solo voci, coro a 4 voci e orchestra (c. 1829)
- Messa solenne in Do maggiore (Coronation), Op. 51 per 4 solo voci, coro a 4 voci e orchestra (c. 1829)
- Midsummer Messa in Fa maggiore, Op. 9 alla 4 solo voci, coro a 4 voci, orchestra e organo (c. 1815)
- Messa, Gradual e Offertorio op. 87 per coro a 4 voci e orchestra (1844)

### Offertori
- Offertori per 4 voci e orchestra (c. 1783-1784)
- Offertorio in La maggiore, Op. 35 (Cantate Domino canticum novum) per coro a 4 voci, orchestra e organo (estratto dalla Messa in Fa, Op. 35?)
- Offertorio in La maggiore, Op. 46 per coro a 4 voci e orchestra (c. 1829)
- Offertorio Si-bemolle maggiore, Op. 30 (Quoniam in me speravit) per coro a 4 voci e orchestra (1828)
- Offertorio Si-bemolle maggiore, Op. 45 per coro a 4 voci, orchestra e organo (c. 1829)
- Offertorio Si-bemolle maggiore, Op. 86 per coro a 4 voci e orchestra (1844)
- Offertorio in Do maggiore, Op. 31 (Expectans expectavi Dominum) per coro a 4 voci e orchestra (1823)
- Offertorio in Do maggiore, Op. 33 per coro a 4 voci, orchestra e organo (c. 1824)
- Offertorio in Do maggiore, Op. 56 (Beatus vir) per coro a 4 voci e organo (c. 1835)
- Offertorio in D maggiore, Op. 32 (Confirma hoc Deus) per coro a 4 voci e orchestra (1824)
- Offertorio Mi-bemolle maggiore, Op. 4 (In te Domine speravi) per coro a 4 voci e orchestra (c. 1806)
- Offertorio Mi maggiore, Op. 83 (Inveni David) per coro a 4 voci, violino solista e orchestra (1843)
- Offertorio in Fa maggiore, Op. 50 per coro maschile a 3 voci (c. 1829)
- Offertorio in Fa maggiore, Op. 70 (Tui sunt caeli) per coro a 4 voci, orchestra e organo (1840)
- Offertorio in Fa maggiore, Op. 71 per coro a 4 voci (1840)
- Offertorio in Sol maggiore, Op. 12 per coro a 4 voci e orchestra (c. 1819)
- Offertorio in Sol maggiore, Op. 38 per coro a 4 voci, flauto obbligato e orchestra (c. 1825)
- Offertorio in Sol maggiore, Op. 48 per coro a 4 voci, orchestra e organo (c. 1829)
- Offertorio op. 58 per coro (c. 1836)

### Oratori - Cantate
- Ad festum Corporis Christi, coro a 4 voci, ottoni e organo (c.ca 1785-1786)
- Hallelujah Si-bemolle maggiore, Op. 60 per coro a 4 voci (1836-1840)
- Ave Maria Si bemolle maggiore, Op. 68 per coro a 4 voci e organo (1840)
- Ave Maris Stella in La maggiore, Op. 90 per coro a 4 voci, orchestra e organo (1847)
- Benedictus per soprano e gruppo strumentale (c. 1783-1784)
- Cantate zur Feier... Jubel-in Re maggiore, Op. 53 per coro a 4 voci e orchestra (1832)
- Canticum Simeonis in Mi minore, Op. 69 per coro a 5 voci (1841)
- Completorium per coro, 2 violini, viola, 2 corni e bodies (c. 1785)
- Der sterbende Jesus per voci soliste e coro (c. 1788-1789)
- Dies irae in Fa minore, Op. 91 per coro a 4 voci e organo (1847)
- Graduale in La maggiore, Op. 82 per coro a 4 voci e orchestra (1843)
- Graduale in Re maggiore, Op. 94 per basso, coro a 4 voci e orchestra (1848)
- Graduale in Mi bemolle maggiore, Op. 57 per soprano, coro a 4 voci e orchestra (1835)
- Graduale in Fa maggiore, Op. 29 (Alleluja! Juravit Dominus) per coro a 4 voci e orchestra (1828)
- Graduale e Offertorio in La maggiore, Op. 25 per coro a 4 voci (c. 1823)
- Graduale e Offertorio Mi-bemolle maggiore, Op. 19 per coro maschile a 3 voci (1823)
- Graduale e Offertorio in Fa maggiore, Op. 23 per coro maschile a 4 voci, 4 corni e trombone (c. 1823)
- Graduale e Offertorio op. 17 per coro a 4 voci (1823)
- Gradual per 2 soprani, 2 violini, viola, contrabbasso e 2 corni (c. 1782)
- Lob der Buchdruckerkunst, cantata per voce solista, coro a 4 voci e piano (1804)
- Musik zu einer Cantata Trauerloge, cantata per coro maschile e orchestra (1811)
- Cantata Music to enter the body of Fr. J. Poniatowski in r. 1814, cantata per voce recitante, coro e orchestra (1814)
- Cantata on the aptly Poles land, cantata per coro e orchestra (1807)
- Welcome dove, cantata, cantata per quattro voci maschili, violino, cello e piano (1844)
- Cantata us stand with a weapon in his hand, a cantata per recitato, voci soliste e coro (1819)
- Kyrie e Gloria in Do maggiore per coro, 2 violini, viola, 2 oboi, corno, tromba, timpani e organo (approx. 1788-1789)
- Miserere mei Deus, Op. 96 per voci soliste, 3 cori, coro maschile (1848)
- Mottetto in Do maggiore, Op. 28 2 cori a 4 voci
- Mottetto in Sol maggiore, Op. 59 per 4 voci soliste, coro a 4 voci e orchestra (1836)
- Mottetto Salvum fac emperor in Si bemolle maggiore, Op. 6, mottetto per coro a 4 voci e orchestra (1807)
- Mottetto Offertorio seu de Sancto Josepho Do maggiore, Op. 10 per coro a 4 voci e orchestra (c. 1815)
- Vespri in Do maggiore, Op. 36 per coro a 4 voci e orchestra (c. 1825)
- Vespri in Re maggiore, Op. 89 per coro a 4 voci e orchestra (1847)
- About gloriosa virginum Si-bemolle major, Op. 92 per coro a 4 voci e orchestra (1847)
- The sacred convivum op. 49, inno per coro a 4 voci e strumenti a fiato (c. 1829)
- Passio Domini nostri in Re minore, Op. 65 per 14 voci soliste, 3 cori a 4 voci e orchestra (1835-1837)
- Our Father, Op. 95 per coro a 4 voci e organo (1848)
- Post Celebra... in Re maggiore, Op. 11 per soprano, basso, coro a 4 voci e orchestra (1815)
- Psalm 133, Op. 63 per 2 cori (c. 1838)
- Salve Regina in Si-bemolle maggiore, processio funebris in Do minore, Psalmus: De Profundis in Do minore, Op. 43 per 3 voci maschili, coro a 4 voci e orchestra (1827)
- Requiem in Do minore, Op. 42 per 3 voci maschili, violoncello, ottoni e timpani (1826)
- Requiem, Op. 2 per coro a 4 voci e strumenti a fiato (1793)
- Stabat Mater, Op. 93 per voci soliste, coro e orchestra (1848)
- Laudamus Te Deum in Re maggiore, Op. 39 per coro a 4 voci, tromba e timpani (c. 1825)
- Te Deum laudamus op. 74 per 2 cori maschili a 4 voci (1842)
- Veni Creator in La maggiore, Op. 97 per coro a 4 voci e organo (1849)
- Veni Creator in Si bemolle major, Op. 73 per coro maschile a 4 voci (1842)
- Veni Creator in Do maggiore, Op. 7 2 coro a 4 voci (1812)
- Veni Creator in Sol maggiore, Op. 40 per coro a 4 voci (c. 1825)
- Veni Creator in Sol maggiore, Op. 54 per coro a 5 voci organo (1834)
- Veni Creator op. 78 per coro maschile a 3 voci e organo (1843)
- Veni Sancte Spiritus Mi-bemolle maggiore, Op. 8 per coro a 4 voci e orchestra (1815)

### Balletti
| Nome           | Data di composizione | Data della prima | Commenti       |
| -------------- | -------------------- | ---------------- | -------------- |
| Divertissement | ?                    | ?                | -              |
| Two Statues    | 1818                 | ?                | -              |
| Wild Men       | 1796                 | ?                | Track in 1 act |

### Opere
- Amazzoni o Erminia, opera in 2 atti (1797)
- Andromeda, opera seria in 1 atto (1806)
- Der verkleidete Sultan, opera in 3 atti (1795)
- Die seltenen Brüder oder Die vier Zauberkugeln, opera in 2 atti (1795)
- Jagiello in Tenczyn, opera in 3 atti (1819)
- Kabbalist, opera in 2 atti (1812)
- Gli amanti nascosti, opera in 2 atti (?)
- Milizia o Battaglia dei cosacchi, komedioopera in 2 atti (1807)
- Sette volte una komedioopera, opera in 1 atto (1804)
- Canyon della Sierra Morena, komedioopera in 3 atti (1811)
- King of the short o Wiśliczanki, opera in 2 atti (1817-1818)
- Ie Leszek la strega bianca di Lysa Gora, opera in 2 atti (1809)
- Residenti dell'isola Kamkatal, opera in 1 atto (1803-1804)
- Vecchio sventato e un giovane saggio, opera in 1 atto (1804-1805)
- Sultan Wampum o i desideri imprudenti, opera in due atti (1800)
- Breakfast trzpiotów, opera in 1 atto (1808)
- Delusione e realtà, opera in 1 atto (1805 circa)
- Urzella indovino o Questo è ciò che piace alle donne, opera in 3 atti (1805-1806)

### Altre opere per il palcoscenico
- Benefis, duodrama in 1 atto (1809)
- Eco nella foresta, duodramma in 1 atto (1808)
- La ritrosia disarmata, duodrama in 1 atto (1815)
- Cobbler e una sarta, duodramma in atto (1808)
- Moglie lungo il cammino, duodramma in 1 atto (1808)
- Carlomagno e Witykind, dramma in due atti (1807)
- L'emergere della nazione, scena lirica in un atto (1830)
- Iskahar re Guaxary, melodramma in tre atti (1796)
- Corsaro francese in Portogallo, melodramma in tre atti (?)
- Mieczyslaw Blind, melodramma in tre atti (1807)
- Nurzahad o immortalità e ricchezza, melodramma in tre atti (1805)
- Il sacrificio di Abramo, melodramma in quattro atti (1821)
- La corte di Salomone, melodramma in tre atti (1806)
- Sydney e Zuma o il potere ama le donne nere, il melodramma in tre atti (1798)
- La corte invisibile o il figlio vizioso, melodramma in tre atti (1807)
- Mogli di isole sposate o scelte dal destino, melodramma in tre atti (1811)

### Concerti
| Opus | Chiave       | Strumento solista | Data di composizione | Data della prima |
| ---- | ------------ | ----------------- | -------------------- | ---------------- |
| -    | ?            | flauto            | 1791-1792            | ?                |
| -    | Re Maggiore  | violino           | c.ca 1795            | ?                |
| -    | Sol maggiore | violino           | c.ca 1783-1784       | ?                |

### Sinfonie
| Opus | Chiave              | Data di composizione | Data della prima |
| ---- | ------------------- | -------------------- | ---------------- |
| 17   | Si-bemolle maggiore | c.ca 1818            | ?                |
| -    | Do maggiore         | 1796                 | ?                |
| 11   | Do maggiore         | 1804-1805            | ?                |
| -    | Re maggiore         | 1802                 | ?                |
| -    | Re maggiore         | 1788-1789            | ?                |
| -    | Re maggiore         | c.ca 1818            | ?                |
| -    | Mi-bemolle maggiore | 1797                 | ?                |
| -    | Mi-bemolle maggiore | 1788-1789            | ?                |

### Musica da camera
- Ciaccona in sol maggiore per violino e pianoforte (1836)
- Quartetto per pianoforte in mi bemolle maggiore op. 15 (circa 1805)
- Quartetto per pianoforte in fa maggiore (1800 circa)
- Quartetto per 2 violini e 2 viole (1798 circa)
- Quartetto d'archi in si bemolle maggiore (?)
- Quintetto d'archi (?)
- Quintetto di archi in do minore (?)
- Setteto in Re maggiore per flauto, clarinetto, violino, viola, violoncello, contrabbasso e pianoforte (1830 circa)
- Sonata per pianoforte in fa maggiore (1798 circa)
- Sonata in mi bemolle maggiore per pianoforte a 4 mani, op. 16 (?)
- Sonata in re maggiore per violino e pianoforte op. 10, n. 2 (1798 circa)
- Sonata in mi bemolle maggiore per violino e pianoforte op. 10, n. 3 (1798 circa)
- Sonata in fa maggiore per violino e pianoforte op. 10, n. 1 (1798 circa)
- Sonata per pianoforte in si bemolle maggiore (1798 ca)
- Sonata per pianoforte in re maggiore (1798 ca)
- Trio per pianoforte in do maggiore (1798 circa)
- Trio Grande Sonate in Si bemolle maggiore, piano trio (1798)

### Piccoli lavori orchestrali e strumentali
- Karnevaltanze per orchestra (1792-1799)
- Marcia per orchestra (1831)
- Marcia d'avanguardia dell'esercito polacco per orchestra (1831)
- Marcia trionfale per orchestra di fiati (1809)
- Marcia con eco e Andante per orchestra (?)
- Mazurka per orchestra (1825 circa)
- Polacca in Re maggiore per orchestra (1818)
- Polacca in re maggiore per violino e pianoforte (?)
- Polacca in re maggiore per violino e pianoforte (1820)
- Polacca in mi maggiore sul tema dell'ouverture all'opera "Lodoiska" di R. Kreutzer per orchestra (1804)
- Polacca in Mi bemolle maggiore per violino e pianoforte (1820)
- Polacca in fa maggiore per orchestra (1818)
- Polacca sulla marcia dall'opera "Water Carrier" L. Cherubini per orchestra (1804)
- Polacca sulla canzone "Ou peut-on etre mieux..." per orchestra (1816)
- Rondo a la Krakowiak in Si bemolle maggiore per pianoforte (1803)
- Rondò a la Mazurka in do maggiore per pianoforte (1803)
- Rondò a la Mazurka in sol minore per pianoforte (1803)
- Trois quatuors meilleur du goût anglais per archi (1798)
- Trois quatuors per archi (1796 circa)
- Rollers region for orchestra (c. 1791-1792)
- Rollers Viennese orchestra (c. 1790-1791)
- Variazioni in Si bemolle maggiore sulla marcia dall'opera "Przerwana ofiara" ("Vittima interrotta") (P. Winter), per pianoforte (1802)
- Variazioni sull'aria dall'opera "prony przemienione czyli Szewc" ("La moglie del calzolaio trasformata") (M. A. Portogalla) per orchestra (1810)